# TV Гончих Псов
TV Гончих Псов (лат. TV Canum Venaticorum) — одиночная переменная звезда в созвездии Гончих Псов на расстоянии приблизительно 2753 световых лет (около 844 парсек) от Солнца. Фотографическая звёздная величина звезды — от +11,8m до +10,8m.
Открыта Куно Хофмейстером в 1949 году*.

## Характеристики
TV Гончих Псов — красный гигант, пульсирующая медленная неправильная переменная звезда (LB) спектрального класса M5. Эффективная температура — около 3299 K.